# Magic to Go to My Star
Magic To Go To My Star – trzeci album K-popowej piosenkarki Lee Jung-hyun. Został wydany w roku 2001.

## Lista utworów
1. "Intro" (00:01:02)
2. "수리수리 마수리  / Surisuri Masuri" (00:03:40)
3. "난 죽지 않아" (I'll never die..) / Nan Chukchi Anha (00:03:39)
4. "Crying in the Mirror" (00:00:17)
5. "미쳐 / Mi-Chyo" (00:03:53)
6. "No More Terror" (00:04:12)
7. "프리즘 / P'ŭrijŭm" (00:03:48)
8. "Misty" (00:03:49)
9. "Surprise Party" (00:04:01)
10. "반 / Bahn" (00:03:41)
11. "Set It Up Now" (00:03:37)
12. "Anti Drug" (00:03:49)
13. "French Kiss" (00:03:15)
14. "Outro" (00:00:46)